# Кондінське міське поселення
Ко́ндінське міське поселення (рос. Кондинское городское поселение) — міське поселення у складі Кондінського району Ханти-Мансійського автономного округу Тюменської області Росії.
Адміністративний центр — селище міського типу Кондінське.
Населення міського поселення становить 2980 осіб (2017; 3676 у 2010, 4220 у 2002).

## Склад
До складу міського поселення входять:
| Населений пункт                  | Населення, осіб (2002) | Населення, осіб (2010) |
| -------------------------------- | ---------------------- | ---------------------- |
| Ільїчовка, присілок              | 18                     | 1                      |
| Кондінське, селище міського типу | 4086                   | 3616                   |
| Нікулкіна, присілок              | 71                     | 22                     |
| Старий Катиш, присілок           | 45                     | 37                     |